# 海軍元帥 (ソ連)
海軍元帥（かいぐんげんすい、露：Адмирал флота、英：Admiral of the Fleet）は、1940年から1955年までのソビエト連邦海軍の最高階級であり、1962年からは最高位に次ぐ階級。
この階級には、かなり紛らわしい歴史がある。上級大将（英：General of the Army）と同等の階級として、1940年最高会議幹部会の決議により創設された。しかし、1944年イワン・イサコフとニコライ・クズネツォフがこの階級に昇進するまで、任命される者はなかった。
1944年の記章には4つのナヒーモフ星が付いていたが、しかし1945年この階級がソ連邦元帥と同等であると布告されたとき、それは1つの大きな星と取り替えられ、元帥肩章も同様に取り替えられた。そして2人いた現職の海軍元帥には、大型の元帥星章が与えられた。そのため、1945年から1962年まで、海軍大将と海軍元帥の間には、上級大将に相当する階級が存在しなかった。
海軍元帥の階級は1955年3月のソ連邦海軍元帥創設により一度消滅したが、1962年に海軍における2番目に高い階級（つまりは他軍事組織の上級大将に相当する）として復活した。それ以来、この階級の保有者には、小型の元帥星章が与えられた。

## 歴史
クズネツォフによると、この階級を1944年5月、ヨシフ・スターリンから授与された。
クズネツォフはこう書いている。「1944年に、全く予期せず、スターリンは最高総司令部において、私の階級を昇格させる問題を取り上げたのである。現在、ソ連海軍には大将以上の階級は存在せず、他国の海軍には元帥の位がある、と私は報告した。そこで、肩章に4つの星を持つ海軍元帥の階級を創ることが決定されたのである。そして私は海軍元帥へと昇格した。」
1948年クズネツォフは2階級下の中将の位に降格させられたが、スターリンが死ぬ直前クズネツォフは再び海軍元帥へと復帰した。そして、1955年に海軍元帥がソ連邦海軍元帥の階級に置き換えられた際に、イワン・イサコフと共にそれを授与された。
その後、1962年にソ連邦海軍元帥と海軍大将の中間の階級である上級大将に相当する階級として海軍元帥が新たに創設された。こちらは海軍上級大将と訳されることもある。